# 白石まゆみ
白石 まゆみ（しらいし まゆみ、2000年12月27日 - ）は、日本の女性アイドル・舞台女優。東京都出身。元「東京flavor」メンバー。現在はアソビシステムが手掛けるアイドルプロジェクト「KAWAII LAB.」より誕生したアイドルグループSWEET STEADYのメンバー。身長は165 cm（出典により166 cmもあり）。愛称は「まゆみん」、メンバーカラーは赤。

## 来歴
- **2015年〜2019年**、アイドルグループ「東京flavor」にメンバーとして参加（中学から活動）。高校進学後、学業優先のため約3ヶ月間活動休止し、卒業とともにグループを卒業。[3]
- **2018〜2022年頃**、舞台女優として活動。「真約・魔銃ドナー」などで主演を務める他、多数の舞台に出演。[4]
- **2024年3月**、グループ「SWEET STEADY」のメンバーとして再びアイドル活動を開始。[5]
- SWEET STEADYは “FRUITS ZIPPERの妹分” の姉妹グループとして注目されており、メンバー経験者中心の“転生アイドル”としてデビュー。[6]

## 人物
- 愛称「まゆみん」。舞台で培った表現力を活かし、“いい女担当”としてメンバー内外からの信頼も厚い。[7]
- 趣味はSNSへの投稿、予定を詰めること、食べること、寝ること。特技は“自分磨き”。[8]

## SNS
- **X（旧Twitter）**：`@mayumi_ss1227`、頻繁にファンと交流する姿勢が人気。[9]
- **Instagram**：`@mayumi.1227`。活動告知やオフショットを投稿。[10]

## 出演
舞台
- 「真約・魔銃ドナー」主演ほか、数多くの舞台作品に出演し、女優としての経験を積む。[11]

アイドル活動
- SWEET STEADYとしてライブ・ツアー等に出演（詳細はグループ記事へ）。